# Giorgio Fedon
Giorgio Fedon & Figli S.p.A. è un'azienda italiana che opera sia nel settore dell'occhialeria, sia nel settore della pelletteria per il lavoro e il tempo libero.
Dal 1998 è quotata alla Borsa di Parigi Euronext e dal 2014 all'AIM della Borsa di Milano.

## Storia

### Gli inizi
L'azienda, che deve il nome al suo fondatore, nasce nel 1919 a Vallesella di Cadore (Domegge di Cadore) come piccola realtà artigianale nel cuore del distretto dell'occhialeria bellunese. Durante i primi anni di attività gli operai erano una trentina e in prevalenza donne. In poco tempo la produzione di astucci per occhiali si espande anche ai mercati esteri.
Gli anni '80 vedono le griffe della moda concedere a produttori esterni la licenza del loro marchio per la realizzazione e commercializzazione degli occhiali, ed è in questo periodo che l'azienda inizia a fornire gli astucci oltre che agli ottici anche ai produttori di occhiali. A tale scopo nasce la Divisione fabbricanti o OEM.
Nel 1998 le azioni della Giorgio Fedon & Figli Spa vengono collocate alla Borsa di Parigi Euronext. In seguito sono costruiti quattro nuovi stabilimenti in Italia anche se la sede legale della Giorgio Fedon & Figli Spa rimane a Vallesella di Cadore. Nello stesso periodo viene acquisita un'azienda in Romania, specializzata nella produzione di borse. Successivamente viene fondata la Fedon America a New York per la distribuzione diretta negli Stati Uniti e in Canada e sono acquisite  due nuove  società: Kapunkt in Germania e Genetier in Francia.

### Il gruppo Giorgio Fedon
Nasce così il gruppo Giorgio Fedon. Nel 2004 viene aperto uno stabilimento produttivo in Cina: la Fei Dong, azienda posseduta al 100% che diventa la componente maggiore del sistema. È anche aperta la sede commerciale a Hong Kong.
Nel 2008 l'azienda decide di diversificare il core business degli astucci con la divisione Giorgio Fedon 1919 interamente dedicata allo sviluppo di prodotti di pelletteria quali borse da lavoro e per il tempo libero, articoli da regalo e per l'ufficio, set da viaggio e accessori tech.
Nel 2012 è avviato il piano di sviluppo retail. Negli anni successivi sono aperti nuovi punti  vendita diretti sia in Italia che all'estero. Nel 2013 il Gruppo Fedon lancia un restyling completo dell'immagine e riunisce tutte le divisioni aziendali sotto il logo Fedon, continuando a produrre e commercializzare astucci porta-occhiali e accessori per il settore ottico sia in Italia che all'estero e avviando anche un piano di sviluppo retail fondato sull'apertura di nuovi negozi di proprietà in aeroporti, stazioni e centri commerciali.
Il 18 dicembre 2014 la società debutta alla Borsa di Milano al mercato AIM Italia - Mercato alternativo del capitale nell'indice FTSE AIM Italia.
Nel gennaio 2018, dopo aver chiuso il 2017 con ricavi inferiori del 5,9%, riprende vita Fedon 1919 che raggruppa le attività del business pelletteria.